# الربط الشبكي للأفكار

###### الطريقة دراسة ربط الشبكي للأفكار:
يمكن بناء شبكة الأفكار بالطريقة الاتية:
- يتم تسجيل ما بين 60 إلى 200 بيان وتخصيص أرقام مرجعية لها.
- يتم إنشاء جدول يوضح البيانات (حسب الرقم المرجعي) المرتبطة (بالاقتران) ولماذا. على سبيل المثال، قد يتم ربط البيان 1 بالعبارات 4 و23 و45 و67 و89 و107 لأنها جميعها تتعلق بالطقس (انظر الجدول).

| الفقرة | إنه موصل الى           | لأنهم حول |
| ------ | ---------------------- | --------- |
| 1      | 4، 23، 45، 67، 89، 107 | الطقس     |
| 2      | 16، 29، 46، 81         | الضوء     |
| 3      | 23، 45، 67، 89، 107    | التفاعل   |
| 4      | 13، 16، 34، 78، 81     | الطقس     |
| إلخ.   | إلخ.                   | إلخ.      |

ينبغي أن يكون عدد الروابط لكل بيان من 1 إلى 7؛حيث سيؤدي الكثير منها إلى رسم تخطيطي لشبكة مزدحمة. وهذا يعني أن اختيار سبب ربط العبارات التي قد تحتاج إلى تصنيف على حسب القوة و الضعف أو من خلال مجموعات فرعية. فمثلاً يمكن تقسيم العبارات المرتبطة بأنها تتعلق بالأحوال الجوية إلى مجموعة العبارات المتعلقة بالطقس الجيد أوالطقس الممطر أو سوء الاحوال الجوية إلخ. و يُطلق على هذا الارتباط أحيانًا اسم "الترميز" في التحليل الموضوعي الذي يسلط الضوء على أن العبارات يمكن ربطها لاسباب متعددة و مختلفة (المصدر، السياق، الوقت،إلخ). ربما هناك عشرات الأسباب التي تجعل العبارات مرتبطة. وبناء على ذلك قد يتم ربط نفس العبارات لأسباب مختلفة. و لا ينبغي أن تقتصر هذه الأسباب على عدد قليل كما هو متوقع في التجميع الناتج عن ذلك.
- يتم وضع الأرقام المرجعية في برنامج رسم تخطيطي للشبكة، عادةً في شكل مصفوفة مع الأرقام المرجعية على طول الجزء العلوي والجانبي من المصفوفة. سيكون لكل خلية بعد ذلك الرقم 1 أو 0 للإشارة إلى ما إذا كان الرقم المرجعي للصف والعمود مرتبطين أم لا.
- يتم توجيه البرنامج لرسم مخطط الشبكة باستخدام أقصى تنافر للعقدة. وهذا يشجع على تكوين الكتلة. تم تحديد حوالي 5 مجموعات في مخطط الشبكة، سواء بشكل مرئي أو باستخدام خوارزميات تعريف المجموعة المتوفرة مع البرنامج (على سبيل المثال، مجموعات نيونان جيرفان الفرعية)

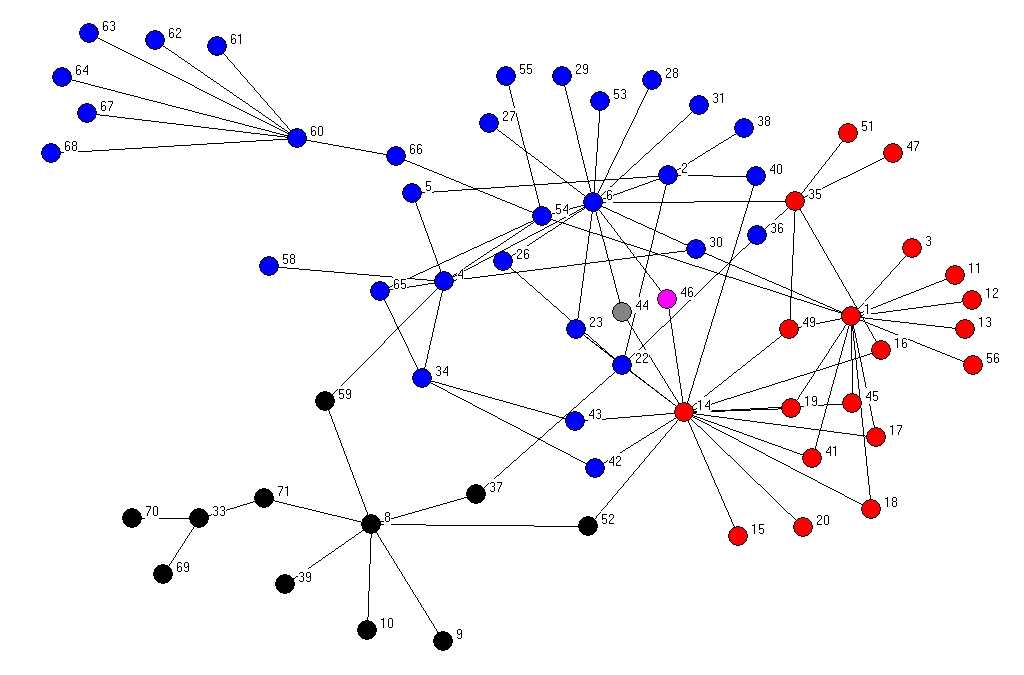
شبكة الفكرة

- يتم تحديد اسم وصفي جماعي لكل مجموعة من العبارات (سرد تعريفي أو اسم تصنيف أو تسمية).
- ثم يتم الإبلاغ عن قائمة العبارات بأنه تم تجميعها في حوالي خمسة أسماء لهذه المجموعات (مواضيع، إطارات، مفاهيم). على سبيل المثال، يمكن للشخص أن يبلغ عن ان تحليلك للعبارات يظهر أن اولئك الذين حضروا اجتماع المجتمع كانوا يستخدمون مفاهيم التعرض، التفاعل، السلامة، الاضاءة والإلهام في ردودهم.[2]

## الفلسفة المبدئية
اقترح البراغماتي كريستوفر ألكسندر في كتابة (ملاحظات حول توليف الشكل) الربط الشبكي بين أفكار العملاء كوسيلة لتحديد الجوانب الرئيسية للتصميم المعماري. ولا تزال هذه الطريقة تستخدم في أعمال التصميم الحديثة عادة باستخدام التحليل العنقودي. توفر برامج تحليل الشبكات الاجتماعية الحديثة أداة مفيدة لكيفية ربط هذه الأفكار بالشبكات. وهذا ببساطة يضيف أفكارا إلى قائمة أجهزة الكمبيوتر، محطات الطاقة، والأشخاص والأحداث التي يمكن ربطها شبكياً (انظر نظرية الشبكة ). يمكن تمثيل الروابط بين الأفكار في مصفوفة أو شبكة.برنامج تخطيط الشبكات الحديثة، مع خوارزميات تنافر العُقدة، وتسمح بتمثيل مرئي مفيد لهذه الشبكات التي تكشف عن مجموعات من العُقد.
عند الربط بين بيانات أو أفكار الأشخاص بالشبكات، ويكون  هذا عقد، ويقدم الروابط  محلل يربط  بين تلك العبارات التي يعتقد أنها متشابهة. يمكن استخدام الكلمات الرئيسية، المرادفات ، الخبرة أو السياق لتوفير هذا الروابط. على سبيل المثال: العبارات (1) "تلك الحرب هي اقتصاد تقدمت بوسائل أخرى، يمكن اعتباره مرتبط بالبيان "؛ (2) "إن هذا التقدم يحتاج للأسف إلى الابتكار الذي هو نتيجة للصراع البشري".
تجادل البراغماتية اللغوية أننا نستخدم مفاهيمنا لتفسير تصوراتنا (المدخلات الحسية). :18وقد يتم تمثيل هذه المفاهيم بالكلمات كأفكار أو مفاهيم مفاهيمية. على سبيل المثال، إذا استخدمنا الفكرة المفاهيمية أو مفاهيم العدالة لتفسير تصرفات الناس، فإننا نحصل على تفسير (أو معنى) مختلف مقارنة باستخدام الفكرة المفاهيمية للقوة الشخصية. إن استخدام الفكرة المفاهيمية للعدالة يجعل بعض الافكاراً المعينة للعمل تبدو معقولة. قد تشمل هذه  الافكار الإجراءات القانونية الواجبة، والتمثيل القانوني، والاستماع إلى كلا الجانبين، ووضع معايير أو لوائح للمقارنة. ولذلك، هناك علاقة بين الأفكار المفاهيمية وافكار العمل العقلانية ذات الصلة.
إذا كانت العبارات التي تم جمعها في اجتماع استشاري تعتبر أفكارًا عملية، فيمكن اعتبار مجموعات من أفكار الإجراءات المماثلة هذه بمثابة أمثلة لفكرة وصفية أو فكرة مفاهيمية. وتسمى هذه أيضًا بالموضوعات والإطارات. تشير الأبحاث الحديثة التي توسع رقم ميلر السحري 7 زائد أو ناقص 2، لتشمل  طرق التعامل مع الأفكار، قد تدل على أن التصنيف المكون من خمسة أجزاء مناسب للبشر. :145

## التطبيقات والاستخدامات البارزة
يعتبر استخدام الشبكات لبيانات المجموعة مفيدًا للأسباب التالية:
- يعتبر بديلاً متعدد الأبعاد للملاحظات اللاحقة المجموعات.
- يقدم رسمًا بيانيًا مناسبًا يمكن تقديمها في التقارير وتحليلها باستخدام مقاييس الشبكة (انظر الى برنامج تحليل البيانات النوعية بمساعدة الكمبيوتر ).
- تعتبر عملية قابلة للتدقيق حيث يمكن تفسير كل خطوة يتم اتخاذها في الوثائق الداعمة.
- يعتبر بديلاً نوعياً، وبالتالي يكون أكثر دقة وشفافية، من NVivo ، أو التحليل المواضيعي ، التحليل العنقودي ، التحليل العاملي ، القياس متعدد الأبعاد أو تحليل المكونات الرئيسية .تساعد هذه الدقة المحلل في التعامل مع الاستعارة والمرادفات والضمائر والمصطلحات البديلة بشكل عام. لا توجد متغيرات (التباين في البيانات الرقمية) ضرورية.